# Liste der Häfen in Namibia
Die Liste der Häfen in Namibia enthält alle öffentlichen Häfen des südwestafrikanischen Staates Namibia.

## Häfen
Häfen in kursiv befinden sich im Bau oder in der Planungsphase.
| Häfen      | Häfen     | Häfen               | Häfen             | Häfen                      |
| Ort        | UN/LOCODE | Umschlag (Tonnen)   | Umschlag (TEU)    | Name                       |
| ---------- | --------- | ------------------- | ----------------- | -------------------------- |
| Cape Fria  |           |                     |                   | Kap-Fria-Hafen             |
| Lüderitz   |           |                     |                   | Hafen Lüderitz Angra Point |
| Lüderitz   | NA LDZ    | 0283.000 (2011/12)  | 02700 (2011/12)   | Hafen Lüderitz             |
| Möwebucht  |           |                     |                   | Möwebucht-Hafen            |
| Walvis Bay | NA WVB    | 4.600.000 (2011/12) | 334.410 (2011/12) | Hafen Walvis Bay           |
| Walvis Bay |           |                     |                   | SADC Gateway Port          |